# Gottfried Landwehr
Gottfried Landwehr (né le 22 août 1929 à Osnabrück, mort le 24 janvier 2013 à Wurtzbourg) est un physicien allemand.

## Biographie
Landwehr étudie la physique à l'Institut de technologie de Karlsruhe. Il travaille ensuite à la Physikalisch-Technische Bundesanstalt à Brunswick. Il est un fondateur de l'Institut Max-Planck de recherche sur l'état solide à Stuttgart et dirige sa filiale en France jusqu'en 1983. De 1968 à 1999, il est professeur de physique expérimentale à l'université de Wurtzbourg.
À son initiative naissent à l'université de Wurtzbourg le centre de physique des semi-conducteurs, le département de physique appliquée et la chaire de biophysique.
Un de ses élèves, Klaus von Klitzing, obtient le prix Nobel de physique en 1985.

## Source de la traduction
- (de) Cet article est partiellement ou en totalité issu de l’article de Wikipédia en allemand intitulé « Gottfried Landwehr » (voir la liste des auteurs).